# Pouillon (Marne)
Pouillon é uma comuna francesa na região administrativa de Grande Leste, no departamento de Marne. Estende-se por uma área de 2,78 km². Em 2010 a comuna tinha 507 habitantes (densidade: 182,4 hab./km²).